# Bonanza Range
Bonanza Range är ett berg i Kanada.   Det ligger i provinsen British Columbia, i den sydvästra delen av landet, 3 800 km väster om huvudstaden Ottawa. Toppen på Bonanza Range är 1 106 meter över havet.
Terrängen runt Bonanza Range är varierad. Trakten runt Bonanza Range är nära nog obefolkad, med mindre än två invånare per kvadratkilometer.. Närmaste större samhälle är Woss, 15,6 km söder om Bonanza Range.
I omgivningarna runt Bonanza Range växer i huvudsak barrskog.